# جان جیمز جکسون
جان جیمز جکسون (انگلیسی: John James Jackson؛ زادهٔ ۱۱ آوریل ۱۹۷۷) ورزشکار بابسلد اهل بریتانیا است.
وی در مسابقات کشوری و بین‌المللی در مجموع برندهٔ ۱ مدال طلا، ۱ مدال نقره، ۳ مدال برنز شده‌است.